# 음력 8월 20일
음력 8월 20일은 음력 8월의 20번째 날이다.

## 사건
- 1895년 - 을미사변 발생.

## 문화
- 1963년 - 천주교 수원교구 설립.

## 탄생
- 1979년 - 대한민국의 가수 강타 (H.O.T.).
- 1989년 - 대한민국의 배우 서하준.
- 1993년 - 대한민국의 가수 오혁.
- 1995년 - 대한민국의 가수 안지영.

## 사망
- 1895년 - 명성황후.

## 같이 보기
- 음력 360일: 1월 2월 3월 4월 5월 6월 7월 8월 9월 10월 11월 12월
- 전날:8월 19일 다음날:8월 21일 - 전달:7월 20일 다음달:9월 20일
- 양력:8월 20일
- 음력, 윤달